# Poquonock Bridge, Connecticut
Poquonock Bridge, Connecticut (енгл. Poquonock Bridge) насељено је место без административног статуса у америчкој савезној држави Конектикат.

## Демографија
По попису из 2010. године број становника је 1.727, што је 135 (8,5%) становника више него 2000. године.
| Група             | 2000.       | 2010.       |
| Белци             | 990 (62,2%) | 821 (47,5%) |
| Афроамериканци    | 225 (14,1%) | 221 (12,8%) |
| Азијати           | 128 (8,0%)  | 260 (15,1%) |
| Хиспаноамериканци | 98 (6,2%)   | 291 (16,9%) |
| Укупно            | 1.592       | 1.727       |